# Ą̇
Cette page contient des caractères spéciaux ou non latins. S’ils s’affichent mal (▯, ?, etc.), consultez la page d’aide Unicode.
Ą̇ (minuscule : ą̇), appelé A point suscrit ogonek, est un graphème utilisé dans certaines romanisations de l’avestique.
Il s'agit de la lettre A diacritée d'un point suscrit et d'un ogonek.

## Utilisation
La lettre ‹ ą̇ › est notamment utilisé dans la translittération de Hoffmann et Forssman, et dans celle de Geldner, pour transcrire la lettre avestique aan ‹ 𐬅 ›.

## Représentations informatiques
Le A ogonek point suscrit peut être représenté avec les caractères Unicode suivants : 
- composé et normalisé NFC (latin étendu A, diacritiques)[1],[2] :

| formes    | représentations | chaînes de caractères | points de code | descriptions                                               |
| --------- | --------------- | --------------------- | -------------- | ---------------------------------------------------------- |
| capitale  | Ą̇               | Ą◌̇                    | U+0104 U+0307  | lettre majuscule latine a ogonek diacritique point en chef |
| minuscule | ą̇               | ą◌̇                    | U+0105 U+0307  | lettre minuscule latine a ogonek diacritique point en chef |

- décomposé et normalisé NFD (latin de base, diacritiques) :

| formes    | représentations | chaînes de caractères | points de code       | descriptions                                                           |
| --------- | --------------- | --------------------- | -------------------- | ---------------------------------------------------------------------- |
| capitale  | Ą̇               | A◌̨◌̇                   | U+0041 U+0328 U+0307 | lettre majuscule latine a diacritique ogonek diacritique point en chef |
| minuscule | ą̇               | a◌̨◌̇                   | U+0061 U+0328 U+0307 | lettre minuscule latine a diacritique ogonek diacritique point en chef |